# Aphanodactylus sibogae
Aphanodactylus sibogae is een krabbensoort uit de familie van de Aphanodactylidae. De wetenschappelijke naam van de soort is voor het eerst geldig gepubliceerd in 1918 door Tesch.